# Смирнов, Владислав Павлович
Владисла́в Па́влович Смирно́в (3 декабря 1929, г. Кинешма, Ивановской области, СССР — 10 июля 2020, г. Москва) — советский и российский историк, специалист по истории Франции. Заслуженный профессор Московского университета (2012), лауреат Премии имени М. В. Ломоносова за педагогическую деятельность (2013), кавалер золотой медали «la Renaissance Française» (2015)
В 1953 году окончил исторический факультет МГУ, затем стал аспирантом. С 1957 г. по 2017 г. работал на кафедре новой и новейшей истории исторического факультета МГУ, где прошел путь от ассистента до профессора.

## Научная и преподавательская деятельность
В качестве сферы своих научных интересов В. П. Смирнов избрал историю Франции периода Второй мировой войны. Его кандидатская диссертация, защищенная в 1958 г., была посвящена внутренней политике французских кабинетов в период «странной войны», а докторская — движению Сопротивления во Франции (1972 г.) Первая книга В. П. Смирнова — «Франция во время второй мировой войны» вышла в 1961 г. А вскоре за ней последовала и вторая — «„Странная война“ и поражение Франции» (1963 г.) После защиты докторской диссертации В. П. Смирнов выпустил монографию «Движение Сопротивления во Франции в годы второй мировой войны». В этой работе впервые была представлена общая картина развития движения Сопротивления во Франции, проанализированы основные его проблемы. Широко используя архивные материалы и печать движения Сопротивления, автор подробно рассмотрел деятельность главных группировок Сопротивления, исследовал вопросы идейно-политической и классовой борьбы внутри этого движения. К истории суровых военных лет ученый возвращался много раз. В 90-е годы он опубликовал целую серию статей, материалы к которым были найдены в открывшихся московских архивах. Они позволили В. П. Смирнову дополнить представления о войне и взглянуть по-новому на некоторые её события.
Итоговым трудом по данной теме можно считать книгу «Краткая история Второй мировой войны», опубликованную в 2005 г. В ней В. П. Смирнов в сжатой форме обрисовал главные события войны, дал им взвешенные оценки, привлек внимание читателей к спорным вопросам, которые до сих пор вызывают острые дискуссии.
Один из крупнейших в России специалистов по новейшей истории Франции. В 1988 году издал обобщающую книгу «Франция: страна, люди, традиции». В 2017 году вышла в свет существенно обновленная редакция этой книги под названием «Образы Франции. История, люди, традиции».
Участник международных конгрессов, симпозиумов, Его работы опубликованы во Франции, Германии, Румынии, КНР. Смирнов и его коллега по кафедре А. В. Адо сыграли большую роль в организации обмена студентами и приглашения французских профессоров для чтения лекций и ведения семинаров на историческом факультете МГУ.
Много лет читал общие и специальные курсы на историческом и филологическом факультетах, факультете журналистики, в ИСАА и Институте повышения квалификации МГУ. На основе своих лекционных материалов написал несколько учебников и учебных пособий. В 1979 г. вышла «Новейшая история Франции. 1918—1975», в 2001 г. — «Франция в XX веке». Несмотря на учебный характер, эти книги по существу представляют собой научные исследования важнейших проблем французской истории XX столетия. В центре внимания автора — развитие французского общества от традиционного к современному, постиндустриальному. В. П. Смирнов излагает историю Третьей, Четвертой и Пятой республик, подробно останавливаясь на исторических традициях Франции, внутренней и внешней политике, парламентских и президентских выборах, политических партиях, профсоюзном движении, колониальном вопросе, двух мировых войнах, социальной истории, экономическом развитии, проблемах идеологии и культуры.
Смирнов — соавтор всех университетских учебников по новейшей истории стран Запада и США, выходивших с середины 1970-х годов. Автор глав по истории Франции, Второй мировой войне и французской историографии.
Вместе в другими преподавателями исторического факультета МГУ неоднократно принимал участие в подготовке школьных учебников. Книга «Всеобщая история. Мир в XX — начале XXI века. 11 класс. Учебник для общеобразовательных учреждений. Профильный уровень», написанная им в соавторстве с О. С. Сороко-Цюпой и А. И. Строгановым (1996 г.), к настоящему времени выдержала более 12 изданий. Не менее популярными стали и другие учебники: «Новейшая история» (в соавторстве с О. Н. Докучаевой и Л. С. Белоусовым) — 2008 г., «История. Новейшее время. ХХ — начало XXI века. 9 класс» (в соавторстве с Л. С. Белоусовым) — 2014 г.
Внёс вклад в изучение отечественными[уточнить] историками французской историографии. Этим вопросам посвящены его отдельные статьи, рецензии, главы в учебниках и доклады на российских и международных конференциях. Отчасти историографической можно считать монографию В. П. Смирнова (в соавторстве с В. С. Поскониным) «Традиции Великой французской революции в идейно-политической жизни Франции. 1789—1989», опубликованную в 1991 г. В ней рассматриваются формирование и трансформация революционных традиций и коллективных представлений о Французской революции конца XVIII в. на протяжении 200 лет. В центре исследования — судьба главных идей революции: политическая борьба, исторические изыскания по Французской революции и преподавание истории этой революции в школе.

## Участие в научных и редакционных советах
Член редколлегии «Французского ежегодника» (1979—1989), член Диссертационного совета Д 501.002.12 при МГУ имени М. В. Ломоносова, член Специализированных советов в Институте мировой экономики и международных отношений РАН (1991—2001) и Институте проблем рабочего движения и сравнительной политологии (1992—2000), член Экспертного совета по истории, археологии и этнографии РГНФ (1992—2001), член Совета Института Ф.Миттерана (Париж, 1996).

## Избранные труды
- Смирнов В. П. Франция во время второй мировой войны. — М.: Издательство Московского университета, 1961. — 109 с.
- Смирнов В.П. «Странная война» и поражение Франции. — М.: Издательство Московского университета, 1963. — 385 с.
- Смирнов В.П. Движение Сопротивления во Франции в годы второй мировой войны. — М.: Мысль, 1974. — 324 с.
- Смирнов В.П. Новейшая история Франции. 1918-1975. — М.: Высшая школа, 1979. — 376 с.
- Смирнов В.П. Франция: страна, люди, традиции. — М.: Мысль, 1988. — 285 с.
- Смирнов В.П., Посконин В.С. Традиции Великой французской революции в идейно-политической жизни Франции. 1789-1989. — М.: Издательство Московского университета, 1991. — 220 с.
- Смирнов В.П. Франция в XX веке. — М.: Дрофа, 2001. — 352 с.
- Смирнов В.П. Краткая история Второй мировой войны. — М.: Весь мир, 2005. — 352 с.
- Смирнов В.П. От Сталина до Ельцина. Автопортрет на фоне эпохи (Серия «От первого лица: история России в воспоминаниях, дневниках, письмах»). — М.: Новый хронограф, 2011. — 504 с.
- Смирнов В.П. Две войны - одна победа. — М.: АСТ ПРЕСС КНИГА, 2015. — 416 с.
- Смирнов В.П. Образы Франции. История, люди, традиции (Серия «История. География. Этнография»). — М.: Ломоносовъ, 2017. — 248 с. — ISBN 978-5-91678-399-5.
- Смирнов В.П. Что такое история и зачем она нужна?. — М.: Издатель Степаненко, 2019. — 172 с.